# Łuszczeńcowce
Łuszczeńcowce (Rhytismatales  M.E. Barr ex Minter) – rząd grzybów z klasy patyczniaków (Leotiomycetes).

## Systematyka
Pozycja w klasyfikacji według Index Fungorum
Rhytismatales, Leotiomycetidae, Leotiomycetes, Pezizomycotina, Ascomycota, Fungi.
Rodzaje
Według aktualizowanej klasyfikacji Index Fungorum bazującej na Dictionary of the Fungi do rzędu tego należy kilka rodzin oraz jak dotąd niesklasyfikowane rodzaje:
- Ascodichaenaceae D. Hawksw. & Sherwood 1982
- Cudoniaceae P.F. Cannon 2001 – hełmikowate
- Rhytismataceae Chevall. 1826 – łuszczeńcowate
- rodzina incertae sedis
  - rodzaje incertae sedis[2].